# Bracodoryctes curvinervis
Bracodoryctes curvinervis är en stekelart som beskrevs av Sergey A. Belokobylskij och Donald L.J. Quicke 2000. Bracodoryctes curvinervis ingår i släktet Bracodoryctes och familjen bracksteklar. Inga underarter finns listade.